# Чехословачки нови талас (1962—1968)
Чехословачки нови талас је термин који се користи за чехословачке филмске ствараоце који су почели да снимају филмове 1960-их. Уобичајени редитељи су Милош Форман, Вера Хитилова, Иван Пасер, Павел Јурачек, Јиржи Менцл, Јан Немец, Јаромил Јиреш, Војтех Јасни, Евалд Шорм... Покрет је понекад називан „чехословачким филмским чудом”.

## Преглед
Филмови су се дотицали тема које су ранијим филмским ствараоцима у комунистичким земљама ретко успевали да избегну примедбе цензора, као што су заведена омладина чехословачког друштва приказана у Црном Петру Милоша Формана (1963) и Љубави једне плавуше (1965), или оне ухваћене у надреалистички вртлог у Тратинчицама Вере Хитилове (1966) и Јаромила Јиреша Валери и њена недеља чуда (1970). Филмови су често изражавали мрачни и апсурдни хумор у супротности са соцреалистичким филмовима из 1950-их.
Чехословачки нови талас се разликовао од француског новог таласа по томе што је обично имао јаче наративе, а пошто су ови редитељи били деца национализоване филмске индустрије, имали су већи приступ студијима и државном финансирању. Направили су и више адаптација, укључујући и адаптацију романа Шала (1969) Милана Кундере Јаромила Јиреша. На Четвртом конгресу Савеза чехословачких писаца 1967. године, Милан Кундера је описао овај талас националне кинематографије као важан део историје чехословачке књижевности. Форманов Ватрогасни бал (1967), још један велики филм тог доба, остаје култни филм више од четири деценије након објављивања.

## Чешки филм
Већина филмова снимљених током Новог таласа била је на чешком језику за разлику од словачког. Многи редитељи су долазили из престижног ФАМУ, који се налази у Прагу, док су државни Barrandov Studios били смештени на периферији Прага. Неки од истакнутих чешких редитеља били су Милош Форман, који је у то време режирао Ватрогасни бал, Црни Петар и Љубав једне плавуше, Вера Хитилова која је најпознатија по свом филму Тратинчице, и Јиржи Менцл, чији филм Помно посматрани возови (1966) освојио је Оскара за најбољи филм на страном језику.

## Словачки филм
Продавница у главној улици (1965) је освојила Оскара за најбољи филм на страном језику 1966. Иако се не сматра делом Новог таласа, јер су га режирали Јан Кадар и Елмар Клос, који су били генерацију старији, а филм је прилично традиционалан. Јурај Јакубиско, Штефан Ухер и Душан Ханак били су словачки филмски ствараоци који су били део Новог таласа.

## Утицајни филмови
- The Sun in a Net (1962)
- Something Different (1963)
- Black Peter (1963)
- The Cassandra Cat (1963)
- The Cry (1964)
- Diamonds of the Night (1964)
- Loves of a Blonde (1965)
- Intimate Lighting (1965)
- Pearls of the Deep (1966)
- Closely Watched Trains (1966)
- Daisies (1966)
- A Report on the Party and the Guests (1966)
- The Firemen's Ball (1967)
- The Return of the Prodigal Son (1967)
- The Deserters and the Nomads (1968)
- The Joke (1968)
- Capricious Summer (1968)
- All My Compatriots (1968)
- The Cremator (1969)
- Larks on a String (1969)
- Birds, Orphans and Fools (1969)
- Case for a Rookie Hangman (1970)
- Valerie and Her Week of Wonders (1970)